# An der Kunst 12 (Quedlinburg)

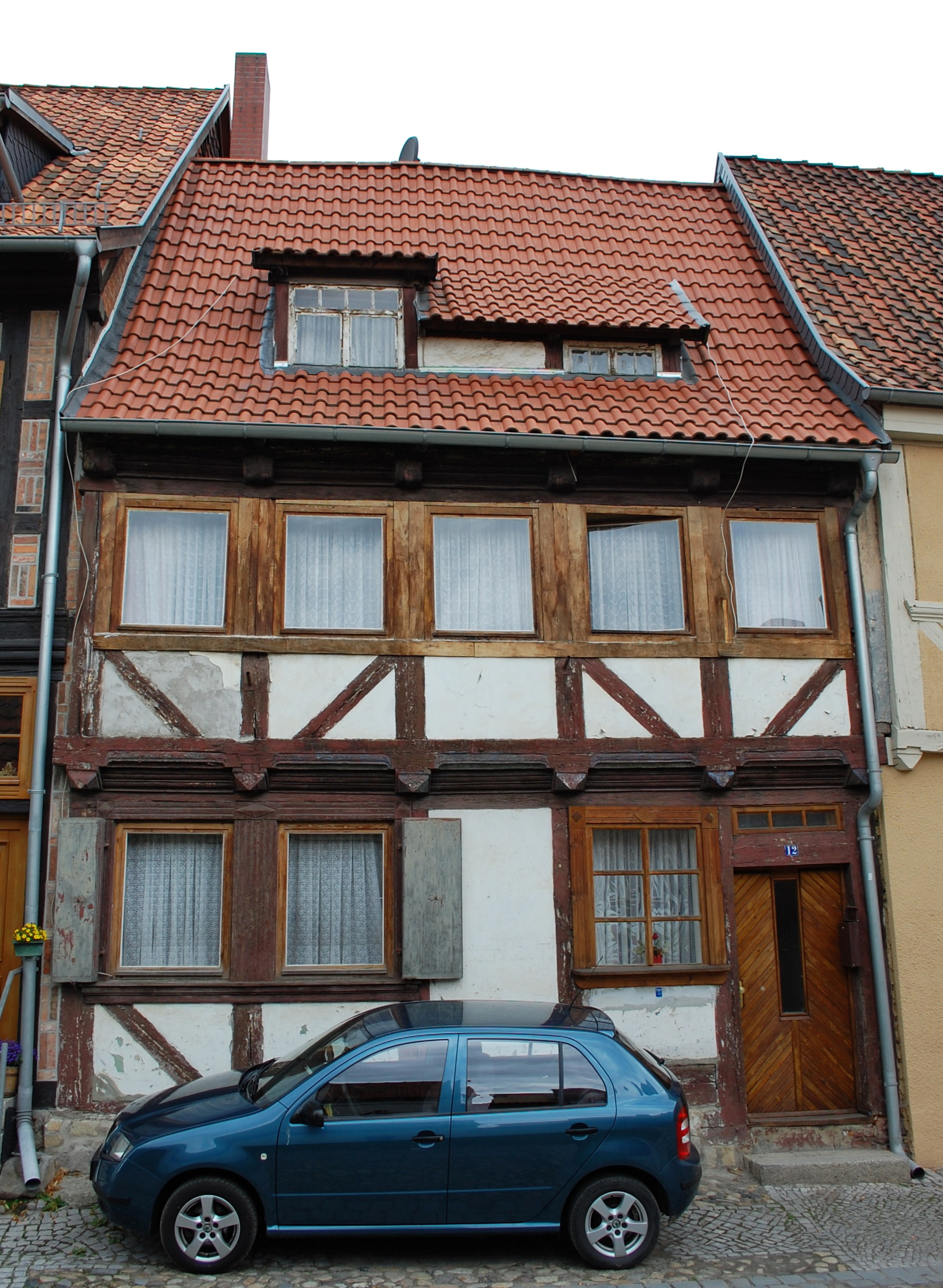
An der Kunst 12

Das Haus An der Kunst 12 ist ein denkmalgeschütztes Gebäude in der Stadt Quedlinburg in Sachsen-Anhalt.

## Lage
Es befindet sich im Stadtgebiet südlich des Quedlinburger Schlossberges, ist im Quedlinburger Denkmalverzeichnis eingetragen und gehört zum UNESCO-Weltkulturerbe. Nördlich grenzt das gleichfalls denkmalgeschützte Haus An der Kunst 11 an.

## Architektur und Geschichte
Das in Fachwerkbauweise errichtete Wohnhaus entstand in der Zeit um 1700. Das Obergeschoss des Gebäudes kragt deutlich über das Erdgeschoss. Die Fachwerkfassade ist mit Pyramidenbalkenköpfen verziert. An der Stockschwelle finden sich flache Schiffskehlen. Darüber hinaus verfügt das Haus über profilierte Füllhölzer.